# Lisa Eckhart

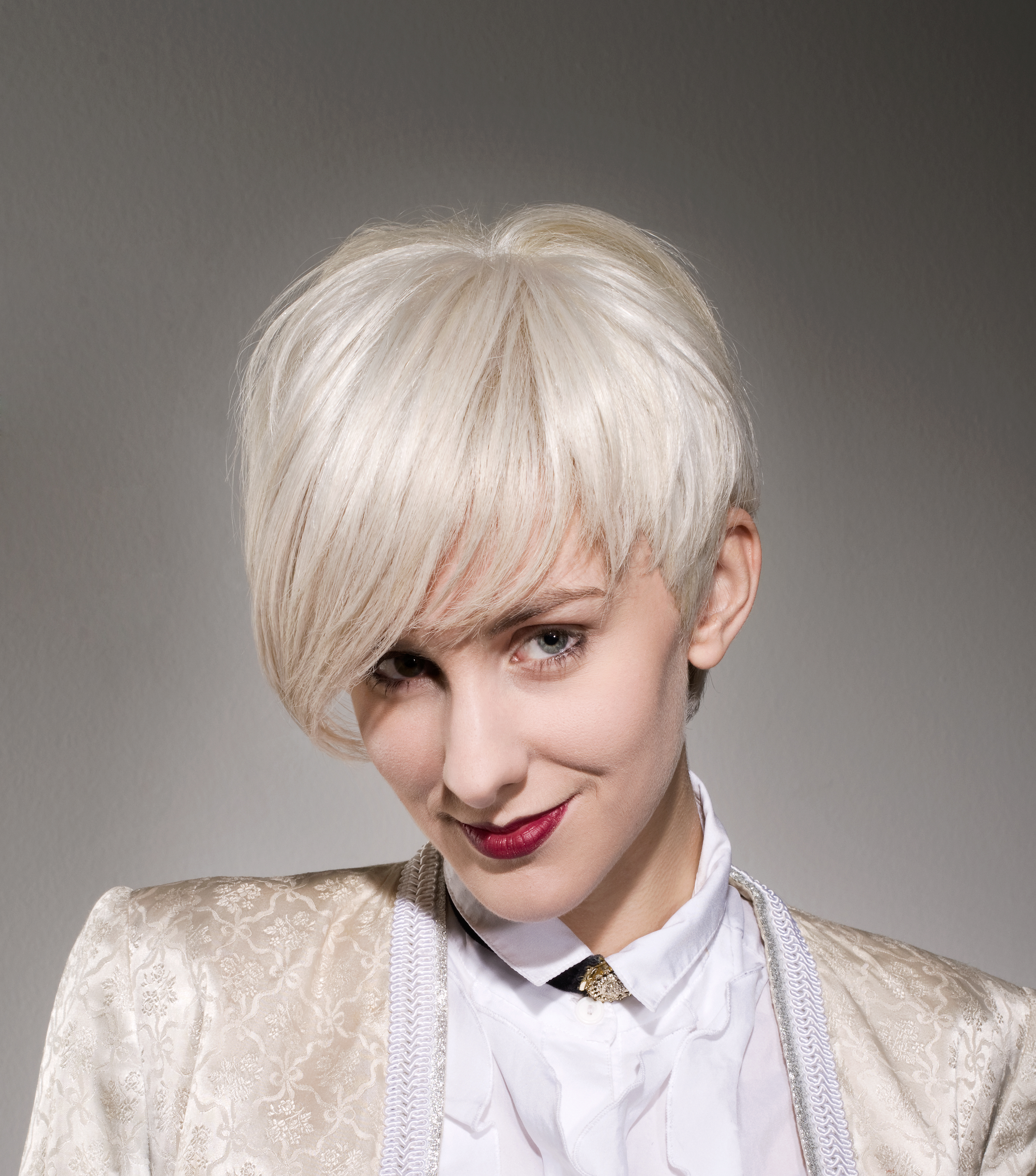
Lisa Eckhart (2015)

Lisa Eckhart (eigentlich Lisa Lasselsberger; * 6. September 1991 (nach anderen Quellen 1992) in Leoben) ist eine österreichische Kabarettistin, Poetry-Slammerin und Romanautorin.

## Leben
Lisa Lasselsberger wuchs zunächst in Sankt Peter-Freienstein in der Obersteiermark bei ihren Großeltern auf, da ihre Mutter zu dieser Zeit noch Lehramtsstudentin war. Im Alter von sechs Jahren zog sie zu ihren Eltern nach Graz. 2009 maturierte Lasselsberger an der HIB Liebenau in Graz, anschließend studierte sie Germanistik und Slawistik an der Université Sorbonne Nouvelle in Paris. Nach einem einjährigen Aufenthalt in London, währenddessen sie Französisch und Deutsch unterrichtete, weil sie eigentlich wie ihre Mutter Lehrerin werden wollte, zog sie nach Berlin. Dort absolvierte sie 2014 ein Masterstudium an der Freien Universität Berlin (ebenso an der Université Sorbonne Nouvelle). Ihre erste Masterarbeit zum Thema Weiblichkeit und Nationalsozialismus, ausgehend von Joseph Goebbels’ Tagebüchern, wurde nach eigenen Angaben abgelehnt; in ihrer akzeptierten zweiten Masterarbeit befasste sie sich mit der Figur des Teufels in der deutschsprachigen Literatur. Nach dem Studium begann sie mit Poetry-Slams, mit denen sie 2015 die österreichischen Poetry-Slam-Meisterschaften gewann. Auf der Bühne tritt Lasselsberger als Lisa Eckhart auf. Eckhart ist der Nachname ihres Vaters.
Sie lebt in Leipzig. Im August 2021 wurde sie Mutter eines Sohnes.

## Wirken

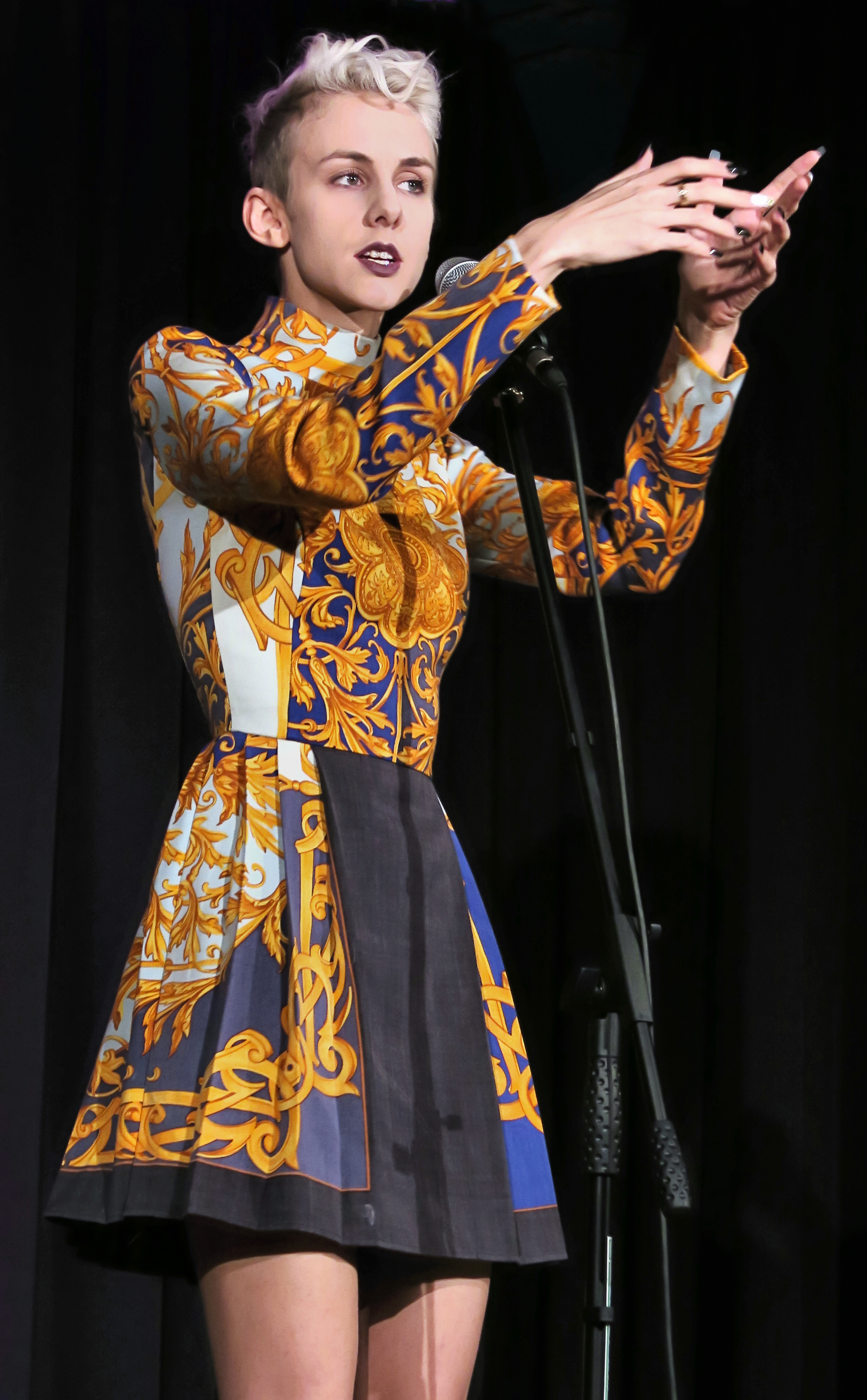
Kabarett-Solodebüt: Als ob Sie Besseres zu tun hätten (2018, Gilching)

Im Oktober 2015 gewann sie als zweite Frau die österreichischen Poetry-Slam-Meisterschaften. Bei der deutschen Poetry-Slam-Meisterschaft 2015 in Augsburg schied sie jedoch punktgleich mit dem späteren Sieger Jan Philipp Zymny per Losentscheid aus.
Am 30. Oktober 2015 gab Eckhart mit Als ob Sie Besseres zu tun hätten im Kabarett Niedermair ihr Kabarett-Solodebüt, mit dem sie später unter anderem im Wiener Theater am Alsergrund auf der Bühne stand. Für ihr Soloprogramm wurde sie mit dem Förderpreis des Österreichischen Kabarettpreises ausgezeichnet.
2016 war sie im Vereinsheim Schwabing im Bayerischen Rundfunk zu sehen. Im Österreichischen Rundfunk (ORF) war sie ab November 2016 als Teil des Rateteams von Was gibt es Neues? in ORF 1 und im Juni 2016 sowie im Juni 2018 im TV-Talk Stöckl in ORF 2 zu sehen. 2017 war sie als Gast bei Pufpaffs Happy Hour, bei nuhr ab 18 von Dieter Nuhr, im WDR in den Mitternachtsspitzen und in der von Gerburg Jahnke präsentierten Sendung Ladies Night sowie im ORF in der Sendung Pratersterne zu sehen. Anfang 2018 hatte sie ihren ersten Auftritt bei nuhr im Ersten sowie in Die Anstalt und im November 2018 im ORF-Format DIE.NACHT – fahrlässig. Seit 2019 ist sie Stammgast in der ARD-Kabarettsendung nuhr im Ersten. Im Jänner 2018 startete Eckhart ihr zweites Soloprogramm Die Vorteile des Lasters (Premiere im Kabarett Niedermair). 2022 ging sie mit ihren Soloprogrammen BOUM und seit 2023 mit Kaiserin Stasi die Erste auf Tour. Die Premiere von Kaiserin Stasi die Erste, von Eckhart auf den Tag der Deutschen Einheit gelegt, fand am 3. Oktober 2023 im Haus Leipzig statt.
Lisa Eckhart arbeitet ohne fremde Gag-Autoren, so wurde sie zumindest 2018 angesprochen, was sie nicht verneinte. 2025 war dasselbe eine Selbstaussage, die Eckert auf Fragen von Zuschauern hin tätigte.
Auf Einladung des Kuratoren-Duos Daniela Strigl und Klaus Kastberger las sie beim Literaturfestival „O-Töne“ 2020 aus ihrem Roman Omama. Das Buch mit steirischen „Ein-Satz-Milieustudien“ stand auf verschiedenen Bestsellerlisten in Deutschland und Österreich.
Ihr 2022 erschienener Paris-Roman Boum stieß 
bei Kritikern auf ein gemischtes Echo. Als charakteristisch für diesen „sprachlich überschäumenden, pointenreichen Roman“ beschrieb Rainer Moritz in Deutschlandfunk Kultur die häufige Verwendung der rhetorischen Figur des Zeugmas.

## Kritik
2020 wurde Eckhart für einen 2018 in der WDR-Sendung Mitternachtsspitzen gesendeten kabarettistischen Beitrag Antisemitismus vorgeworfen. In ihrem satirischen Beitrag Die heilige Kuh hat BSE hatte sie in sarkastischer Art und in Form einer Figurenrede die Frage gestellt, „was wir tun, wenn die Unantastbaren beginnen, andere anzutasten“: Wenn also Juden wie Harvey Weinstein oder Roman Polański oder Schwarze wie Bill Cosby oder Morgan Freeman Frauen sexuell belästigten und Schwule wie Kevin Spacey Männer. Das sei „der feuchte Alptraum der politischen Korrektheit“. Kritisiert wurde Eckharts Äußerung „Juden, da haben wir immer gegen den Vorwurf gewettert, denen ginge es nur ums Geld, und jetzt plötzlich kommt raus, denen geht’s wirklich nicht ums Geld, denen geht’s um die Weiber, und deshalb brauchen sie das Geld“. Die Jüdische Allgemeine schrieb, ihr kabarettistisches Rezept bestehe „im simplen Brechen von Tabus, die nie welche waren – auch in puncto Antisemitismus“.
Der Antisemitismusbeauftragte der deutschen Bundesregierung, Felix Klein, bezeichnete Eckharts Einlage von 2018 als „geschmacklos und kritikwürdig“ und erklärte, ihre Pointen basierten auf „Antisemitismus, Rassismus und Menschenfeindlichkeit“. Währenddessen verteidigte Ariane Lemme, ebenfalls in der taz, ihren Humor unter dem Titel Satire muss wehtun dürfen. Der WDR, der ihren Beitrag ausgestrahlt hatte, verteidigte Eckhart gegen den Vorwurf des Antisemitismus mit der Begründung, sie habe Vorurteile entlarven wollen. Auch Henryk M. Broder in der Welt (Wie Lisa Eckhart ihr Publikum und Berufsempörte überfordert) und Götz Aly in der Berliner Zeitung verteidigten Eckhart gegen den Vorwurf des Antisemitismus. Gerhard Haase-Hindenberg meinte in der Jüdischen Allgemeinen, er habe eine Künstlerin erlebt, die „gesellschaftliche Vorurteile allein dadurch entlarvte, dass sie sie überspitzte“. Beim Publikum komme der Tabubruch gut an.
Am 9. November 2021 strahlte der ORF einen Auftritt Eckharts aus, in welchem sie fragte: „Wieso sind in Sachen Humor die Juden den Frauen zwei Nasenlängen voraus?“ Der Musikjournalist Hardy Funk nannte im Bayerischen Rundfunk Eckharts Auftritt „eindeutig antisemitisch“ und urteilte, dass ihr Witz „nicht die Spur eines doppelten Bodens“ habe.
Zu solcher Kritik an ihrem im November 2021 mehr als ein Jahr alten Programm Die Vorteile des Lasters hatte sie diese selbst bereits gegenüber der dpa als „einen verbreiteten Reflex (…), auf bestimmte Reizworte zu reagieren“, und als „boshaftes Missverstehen“ bezeichnet und die Frage aufgeworfen, „wie geht man mit Antisemitismus und Rassismus um? Erhebt man sie zum Tabu oder degradiert man sie zum Witz? Ich bin immer auf der Seite des Humors“.
Debatte um Eckharts Ausladung vom Harbour Front Literaturfestival 2020
Im August 2020 berichtete der Spiegel, dass das Hamburger Literaturfestival Harbour Front Eckharts geplanten Auftritt abgesagt hatte. Die Festivalleitung „sehe sich außer Stande, im Falle einer Lesung die ‚Sicherheit der Besucher und der Künstlerin‘ zu gewährleisten“. Weiter heißt es in dem Schreiben: „Es ist unseres Erachtens sinnlos, eine Veranstaltung anzusetzen, bei der klar ist, dass sie gesprengt werden wird, und sogar Sach- und Personenschäden wahrscheinlich sind. Wir haben in den letzten Tagen bereits aus der Nachbarschaft gehört, dass sich der Protest schon formiert.“ Im „bekanntlich höchst linken Viertel“ werde eine solche Veranstaltung nicht geduldet, auch an Polizeischutz sei nicht zu denken, weil „die Situation dann sogar noch eskalieren und gar zu Straßenscharmützeln führen“ könne. Ihr Verlag teilte der Leitung des Festivals mit, dass sie das Angebot, am Wettbewerb um den Kühne-Preis 2020 über den Umweg einer Videolesung teilzunehmen, nicht annehmen werde. Mit Sascha Reh sah sich außerdem ein Schriftsteller außerstande, bei einer Veranstaltung zu lesen, „die sich nicht unmissverständlich hinter das Recht auf Freiheit in Kunst und Rede stellt – auch dann, wenn mit Krawall zu rechnen ist“.
Die AfD Hessen postete nach ihrer Ausladung auf Facebook ein Foto von ihr. Die Autorin distanzierte sich von der Partei, Eckhart und der Verlag kündigten rechtliche Schritte an.
Im Kontext der Debatten über Eckhart, Dieter Nuhr und Cancel Culture folgten unter anderem Kommentare von Knut Cordsen bei BR KulturBühne und von Dirk Peitz in der Zeit sowie zwei Deutschlandfunk-Kultur-Interviews mit Claus Leggewie und mit Stefanie Sargnagel. Auch ein Tagesspiegel-Kommentar von Malte Lehming, Götz Alys Kolumne in der Berliner Zeitung, ein Zapp-Kommentar von Sebastian Friedrich, ein WELTplus-Artikel von Deniz Yücel, ein Artikel von Michael Hanfeld in der Frankfurter Allgemeinen Zeitung sowie Margarete Stokowski in ihrer Spiegel-Kolumne gingen auf die Debatte ein.
Bei der Eröffnung des Harbour-Front-Literaturfestivals im September 2020 kritisierte Navid Kermani zwei Autoren, die es abgelehnt hatten, mit Eckhart auf der Bühne zu stehen, was zu ihrer Ausladung beigetragen habe. Sie sei wegen ihres Debütromans Omama eingeladen worden, und „die Bühne ist ein öffentlicher Raum, und indem eine unabhängige Jury ihren Roman ausgewählt hat, stand ihr das gleiche Recht zu, diesen öffentlichen Raum zu betreten“.

## Programme

### Bühne
- 2015: Als ob Sie Besseres zu tun hätten
- 2017: Die Nymphe und der Finstere Förster (zusammen mit Sven Kemmler)
- 2018: Die Vorteile des Lasters
- 2022: BOUM
- 2023: Kaiserin Stasi die Erste

### TV
- 2018: Als ob Sie Besseres zu tun hätten (45 Minuten, 3sat)
- 2022: Die Unmoral von der Geschicht’ (44 Minuten, 3sat Festival)

## Publikationen
- als Lisa Lasselsberger: Objekt der Forschung und Begierde. Licht meines Lebens, meine Sünde, meine Seele – „Mein Roman“. Die Ringvorlesung zur Königsklasse der Gattungen im Spannungsverhältnis zwischen Forschung und Subjektivität. In: FURIOS – Studentisches Campusmagazin an der FU Berlin. Freundeskreis Furios e. V. (Hrsg.), Berlin 2014.[2]
- Bonusmaterial. Zensierte Szenen der Literatur. Taschenbuch im Selbstverlag, um 2016, 92 Seiten.[64]
- Metrische Taktlosigkeiten: Eine Einführung ins politische Korrektum. Schultz & Schirm Bühnenverlag, Wien 2017, ISBN 978-3-9503907-6-6.
- Omama. Roman. Paul Zsolnay Verlag, Wien 2020, ISBN 978-3-552-07201-5.
  - Omama. Roman; Hörbuch. Lübbe Audio, Köln 2020, Autorenlesung, ungekürzt, 720 Minuten, ISBN 978-3-8387-9534-8.
- Boum. Roman. Paul-Zsolnay-Verlag, Wien 2022, ISBN 978-3-552-07307-4.

## Auszeichnungen und Nominierungen

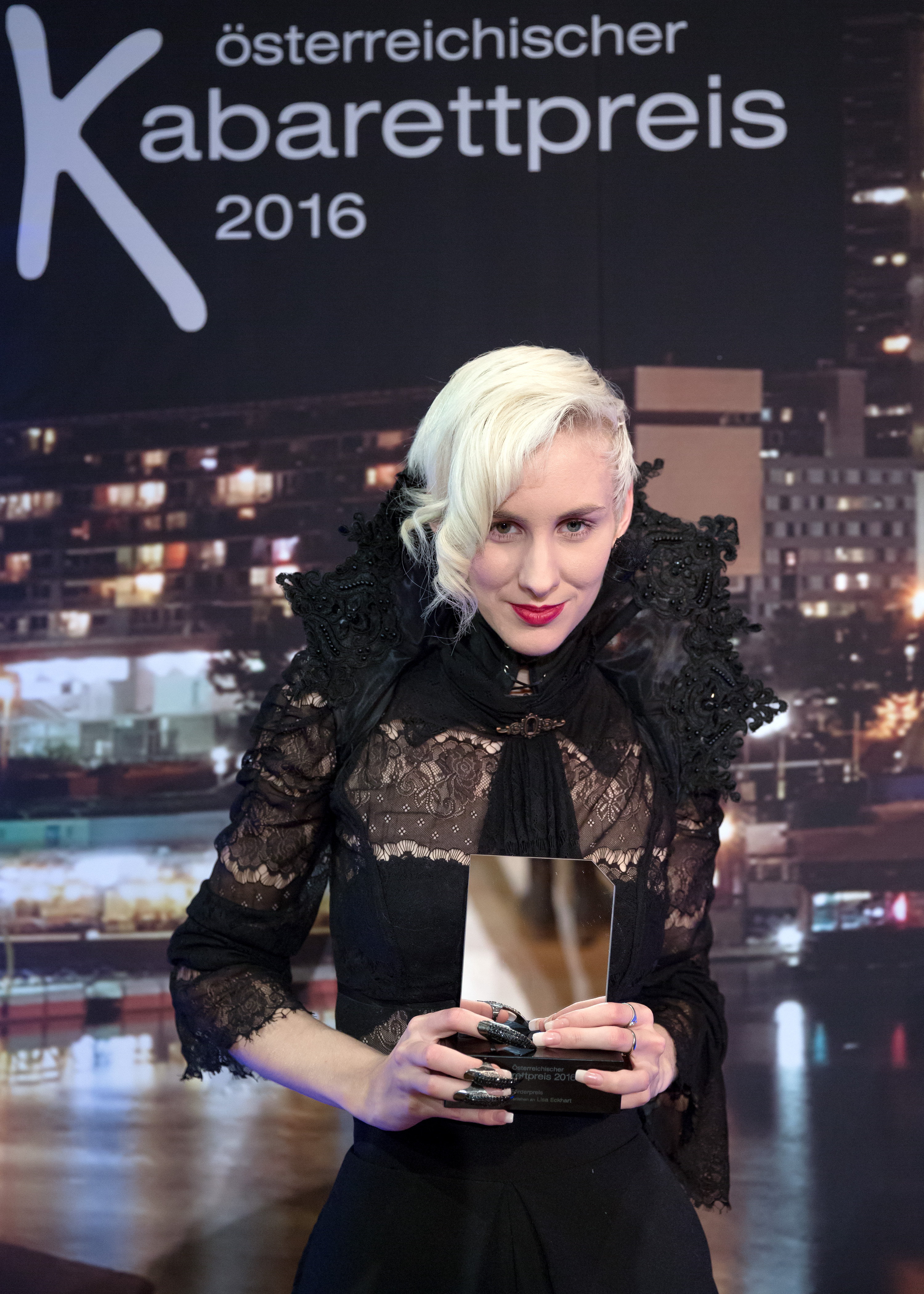
Eckhart mit dem österreichischen Kabarettpreis 2016

- 2014: als Lisa Lasselsberger: Annenstraße-Weibsbilder-Preis 2014: Zweiter Platz in der Sparte Literatur[3]
- 2016: Österreichischer Kabarettpreis – Förderpreis für Als ob Sie Besseres zu tun hätten[22][4]
- 2017: Freistädter Frischling (Jury- und Publikumspreis)[65]
- 2017: Berliner Bär (B.Z.-Kulturpreis) – Poetry-Slam-Preis[66]
- 2017: Prix Pantheon – Jurypreis in der Kategorie Frühreif & Verdorben
- 2017: Deutscher Kabarettpreis – Förderpreis[67][68]
- 2018: Deutscher Kleinkunstpreis – Förderpreis der Stadt Mainz[69]
- 2018: Hessischer Kabarettpreis – Förderpreis Grie Soß
- 2019: Salzburger Stier[70]
- 2020: Sprachwahrer des Jahres (2. Platz)[71]
- 2020: Leipziger Löwenzahn[72]
- 2022: Arosa Humorfüller[73][74]
- 2023: Goldene Henne – Nominierung in der Kategorie Comedy[75]

## Zitate
„Ich bin davon überzeugt, dass sehr viel dafür getan werden muss, um Menschen die Möglichkeit zu geben, so menschenwürdig zu leben, dass sie Stärke entwickeln können. […] Ich bin der Ansicht, dass Identitätsprobleme keine Priorität haben sollten, solange nicht jeder materiell-existenziell versorgt ist.“

„Ich glaube ja bekanntlich nicht an diesen wahrhaftigen Kern, der missverstanden werden könnte. Ich sehe mich als Amalgam aus eigenen und fremden Lügen.“

„Glamour und Kloake – in Lisa Eckharts Kunst hängt das eine symbiotisch am anderen. Daraus ergeben sich exquisite Sichtweisen, die ihrem Publikum manchmal fast die Luft nehmen.“

## Diskographie
- 2022: Die Vorteile des Lasters (Do-CD), WortArt
- 2025: Kaiserin Stasi die Erste (Do-CD), WortArt